# Д-13
Д-13 — советский пушечный средний бронеавтомобиль конструкции Дыренкова на трёхосном шасси «Форд-Тимкен» с колёсной формулой 6 × 4. Разработан КБ Ижорского завода под контролем УММ РККА в соответствии с «Системой танко-тракторного и автоброневого вооружения Рабоче-Крестьянской Красной Армии», принятой РВС СССР 18 июля 1929 года.

## История создания
Прототип был закончен в мае 1931 года. Руководство УММ пришло к заключению о возможности постройки установочной партии Д-13 из 10 бронемашин, но только после устранения выявленных недостатков. Сборку серийных машин решили развернуть на Московском железнодорожном ремонтном заводе (Можерез) в Люблино, куда летом 1931 г. переехало ОКИБ. Тут оказалось, что корпуса слишком сложны для этого предприятия. Дыренков снова переработал конструкцию машины, отправив документацию по нему на Подольский крекинго-электровозостроительный завод, но и здесь появились огромные трудности с освоением новых деталей и способа их сборки, в связи с чем лишь в начале 1933 г. на Можерезе началось изготовление первых бронемашин. На 26 марта представитель военной приемки сообщал: 
«…5 единиц готовы за исключением: не сделаны рамы с сеткой для карт, нет задних фонарей. Машины вышли на испытания. 5 единиц, кроме указанного, не установлены ящики для вездеходных цепей, не сделано крепление для шанцевого инструмента и дополнительных бензобаков…»
Окончательную сборку всех 10 машин завершили к маю 1933 г., после чего серийные Д-13 передали в войска. 
| Категория | ЛВО | МВО | ХВО | ОрВО | ПриВО | Всего |
| --------- | --- | --- | --- | ---- | ----- | ----- |
| 2         | 1   |     | 1   |      | 2     | 4     |
| 3         | 1   | 1   |     | 3    | 1     | 6     |
| Всего     | 2   | 1   | 1   | 3    | 3     | 10    |